# Esera Tuaolo
Esera Tavai Tuaolo (Honolulu, 11 de juliol de 1968), conegut com a «Mr. Aloha», és un ex-professional de futbol americà. Va ser línia defensiu central i bloquejador defensiu de la Lliga Nacional de Futbol (NFL) durant 10 anys. És conegut per haver participat en el concurs The Voice el 2017.